# Нибомбе, Даре
Даре Нибомбе (фр. Daré Nibombé; 16 июня 1980, Ломе, Того) — тоголезский футболист, игравший на позиции защитника. Выступал за национальную сборную Того с 2000 по 2013 год. Участник Кубка африканских наций 2006 и 2013 годов, а также чемпионата мира 2006 года.
Начал профессиональную карьеру на родине в Того, выступал «Моделе», «АСКО Кара», затем выступал за ганский «Либерти Профешионалс» и тоголезский «Дуан». В начале 2003 года перешёл в бельгийский «Ла-Лувьер», а затем в «Монс». Выступая в Бельгии становился победителем Кубка Бельгии и победителем Второго дивизиона Бельгии. Летом 2008 года перешёл в румынский «Отопени», спустя полгода стал игроком «Тимишоары». В составе команды стал серебряным призёром чемпионата Румынии и финалистом Кубка Румынии. Затем выступал за азербайджанский «Баку» и немецкую «Арминию» из Билефельда. С 2011 года является игроком «РБД Боринаж».

## Биография

### Клубная карьера
Начал профессиональную карьеру в 1996 году в клубе «Моделе» из столице Того Ломе. В 2000 году выступал за «АСКО Кара». С 2001 года по 2002 года являлся игроком ганского клуба «Либерти Профешионалс». В 2002 году играл за «Дуан» из Ломе, в котором провёл 30 матчей и забил 3 гола.
В начале 2003 года перешёл в стан бельгийской команды «Ла-Лувьер» из одноимённого города. В чемпионате Бельгии сыграл в 27 матчах и забил 1 гол. Также в этом сезоне вместе с командой стал победителем Кубка Бельгии.
Летом 2003 года подписал контракт с клубом «Монс» на правах свободного агента. В составе команды в чемпионате Бельгии дебютировал 9 августа 2003 года в выездном матче против «Жерминаль Беерсхота» (1:0), Нибомбе вышел на 62 минуте вместо Шемчедина Эль Араичи. В сезоне 2004/05 «Монс» занял последнее 18 место в чемпионате Бельгии и вылетел во Второй дивизион. В следующем сезоне 2005/06 «Монс» стал победителем Второго дивизиона и вернулся обратно в Лигу Жюпиле. Всего за «Монс» Нибомбе провёл 97 матчей и забил 2 гола в первенствах Бельгии.
Летом 2008 года перешёл в румынский «Отопени», подписав трёхлетний контракт, клуб за него заплатил 400 тысяч евро. В чемпионате Румынии дебютировал 4 октября 2008 года в выездном матче против «Стяуа» (1:1), Нибомбе отыграл всю игру и получил жёлтую карточку. 1 ноября 2008 года в выездном матче против «Университати» из Крайовы (2:2), Даре Нибомбе на 75 минуте забил свой единственный клуб за «Отопени», в ворота Мирчи Борнеску. Всего за «Отопени» в чемпионате он сыграл в 6 матчах и забил 1 гол.
В начале 2009 года подписал контракт с «Тимишоарой», клуб заплатил за трансфер Нибомбе 300 тысяч евро. В составе команды в чемпионате Румынии дебютировал 8 марта 2009 года в выездном матче против «Пандурия» (0:1). В сезоне 2008/09 «Тимишоара» заняла 2-е место в чемпионате Румынии, уступив лишь «Унире», получила право выступать в Лиге чемпионов. Также клуб дошёл до финала Кубка Румынии, где уступил ЧФР из города Клуж-Напока со счётом (0:3). В третьем раунде квалификации Лиги чемпионов румынский клуб сумел одолеть донецкий «Шахтёр» за счёт гола на выезде, а следующем раунде «Тимишоара» уступила немецкому «Штутгарту» (0:2) и продолжила выступления в групповом раунде Лиги Европы. По итогам группового раунда «Тимишоара» заняла последнее 4 место, уступив загребскому «Динамо», «Аяксу» и «Андерлехту». Нибомбе в еврокубках сыграл в 9 матчах. Всего за «Тимишоару» Даре провёл 42 матча и забил 1 гол в чемпионате Румынии.
Летом 2010 года перешёл на правах свободного агента в азербайджанский «Баку», подписав годичный контракт. В команду он был приглашён по инициативе главного тренера Винфрида Шефера. Зарплата Нибомбе составила 200 тысяч евро. В составе команды принял участие в двух матчах во втором раунде квалификации Лиги Европы против «Будучности» из Подгорицы. По сумме двух матчей «Баку» уступило со счётом (4:2). В чемпионате Азербайджана провёл 11 матчей и забил 1 гол.
В начале 2011 года стал игроком билефельдской «Арминии», которая выступала во Второй Бундеслиге. По итогам сезона 2010/11 «Арминия» заняла последнее 18 место и вылетела в Третью лигу. В клубе он провёл всего полгода и сыграл в 3 матчах. Летом 2011 года перешёл в «РБД Боринаж» из города Буссю, который выступает во Втором дивизионе Бельгии. В команде он играет по 5 номером. На данный момент в составе «РБД Боринаж» провёл 48 игр и забил 1 гол.

### Карьера в сборной
В национальной сборной Того дебютировал в 2000 году. В составе команды выступал как вице-капитан и как капитан. Участник Кубка африканских наций 2006 в Египте. Нибомбе был заявлен под 2 номером. В своей группе сборная Того заняла последнее 4 место, уступив Анголе, ДР Конго и Камеруну и покинула турнир.
Главный тренер сборной Того Отто Пфистер вызвал Нибомбе на чемпионат мира 2006 в Германии. Даре принял участие во всех 3 матчах его команды на групповом этапе. Того заняло 4 место, уступив Республике Корея, Франции и Швейцарии. В январе 2013 года он был приглашён главным тренером сборной Дидье Сикс на Кубок африканских наций в ЮАР. В своей группе Того заняло 2-е место, уступив лишь Кот-д’Ивуару и обогнав Тунис и Алжир. В четвертьфинальном матче Того уступило в дополнительное время Буркина-Фасо (1:0). Нибомбе на турнире сыграл во всех 4 играх.
Всего за сборную Того провёл 52 матча.

## Достижения
«Ла-Лувьер»
- Обладатель Кубка Бельгии (1): 2002/03

«Монс»
- Победитель Второго дивизиона Бельгии (1): 2005/06

«Тимишоара»
- Серебряный призёр чемпионата Румынии (1): 2008/09
- Финалист Кубка Румынии (1): 2008/09

## Семья
Его старший брат Ваке (1974), также профессиональный футболист.